# ザムトゲマインデ・ジッテンゼン
ザムトゲマインデ・ジッテンゼン (ドイツ語: Samtgemeinde Sittensen) は、ドイツ連邦共和国ニーダーザクセン州ローテンブルク（ヴュンメ）郡に属すザムトゲマインデ（集合自治体）である。このザムトゲマインデでは9町村が行政業務を共同で処理している。

## 地理

### 構成町村
- グロース・メッケルゼン
- ハマーゼン
- カルベ
- クライン・メッケルゼン
- レンゲンボステル
- ジッテンゼン
- ティステ
- フィーアデン
- ヴォーンステ

### 構成町村の歴史
自治体としてのジッテンゼンは、グロース・ジッテンゼンとクライン・ジッテンゼンとが合併して1960年に成立した。

## 行政

### 議会
ザムトゲマインデの議会は、首長の他に20人の議員で構成される。

### 首長
このザムトゲマインデの長はイェルン・ケラーである。

## 引用
1. ↑  Landesamt für Statistik Niedersachsen, LSN-Online Regionaldatenbank, Tabelle A100001G: Fortschreibung des Bevölkerungsstandes, Stand 31. Dezember 2023